# St. Michael (Reichenbach)

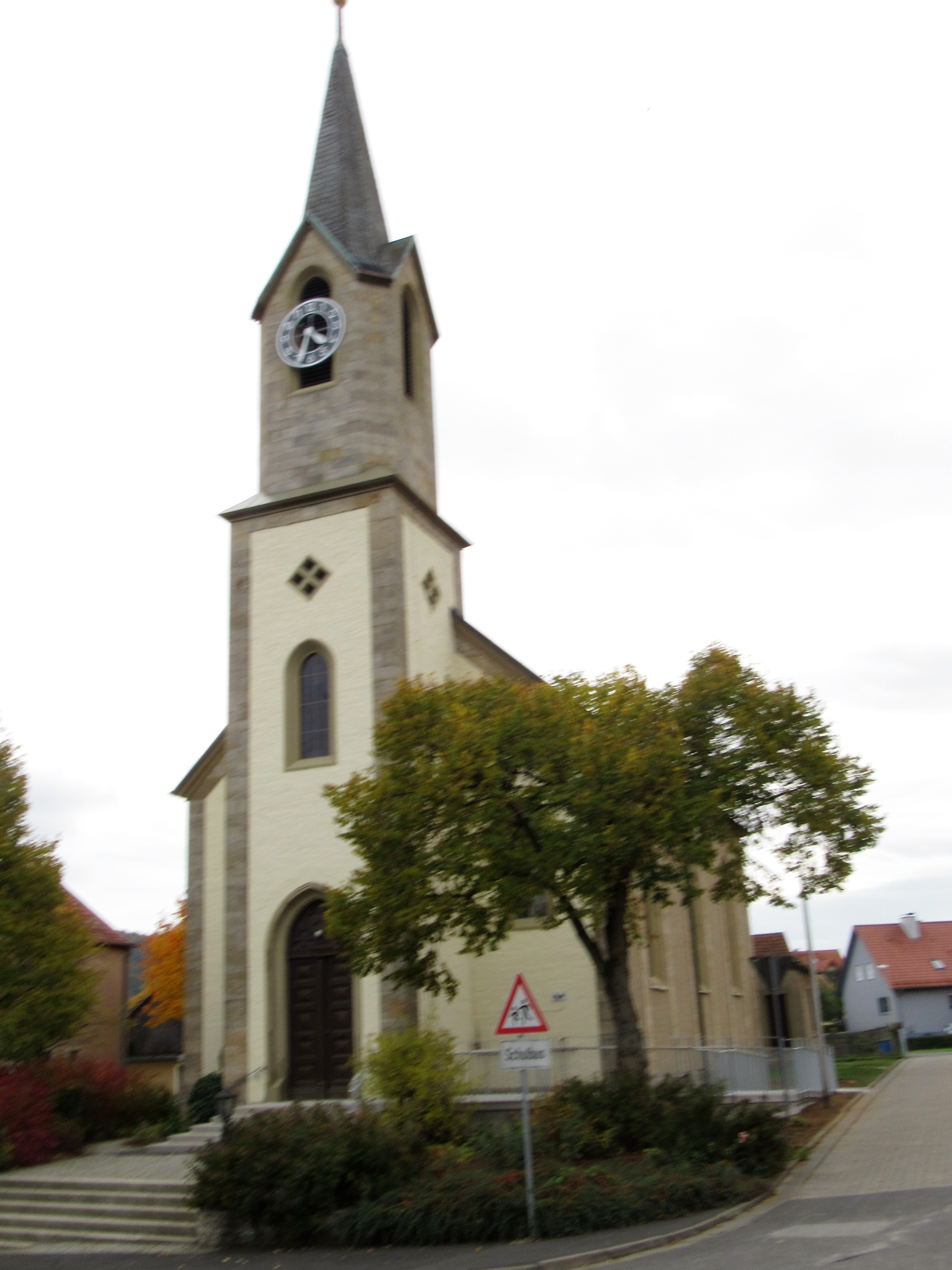
Kirche St. Michael in Reichenbach

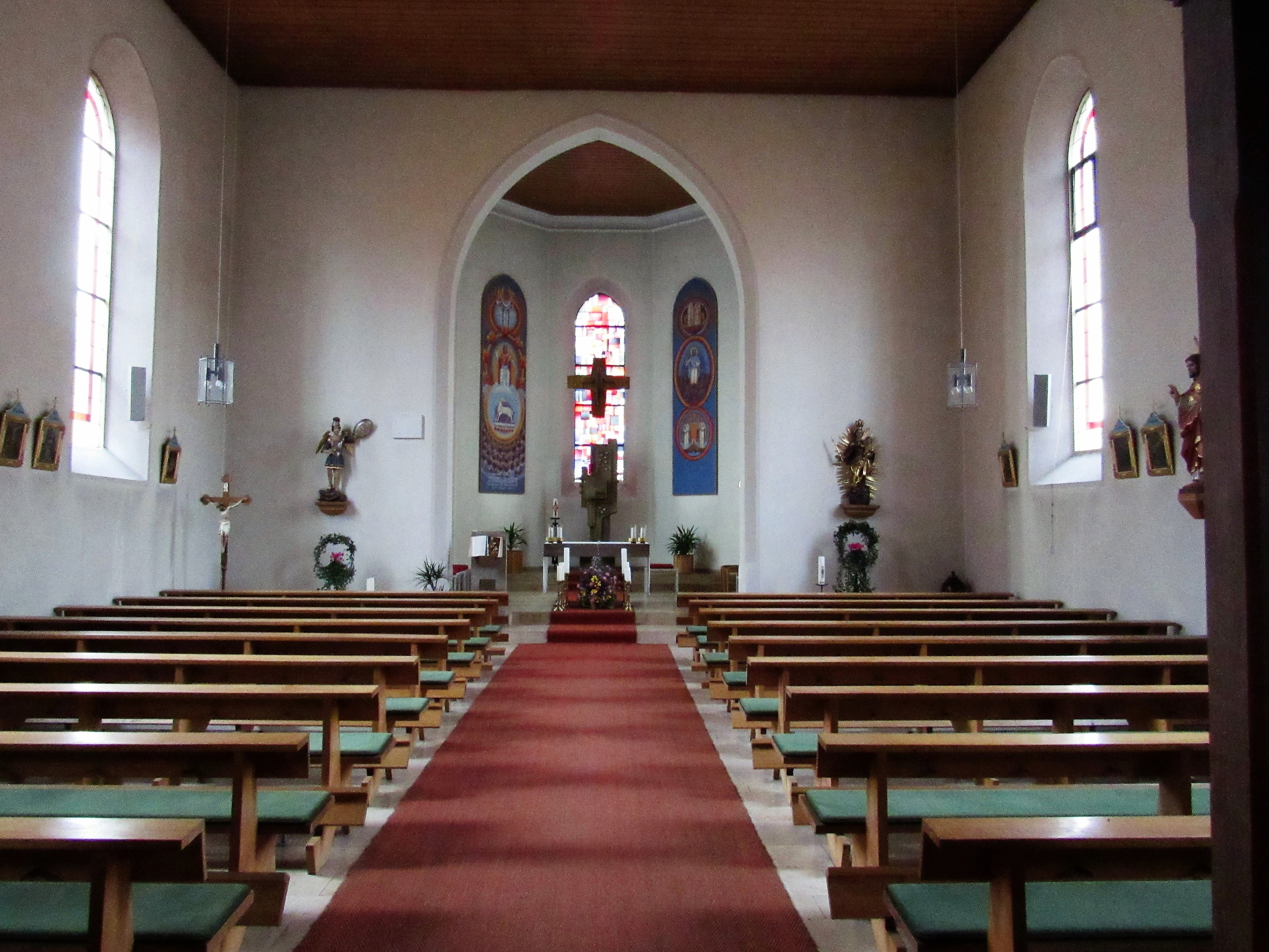
Innenraum der Kirche

Die römisch-katholische Filialkirche St. Michael ist die Dorfkirche von Reichenbach, einem Stadtteil von Münnerstadt im unterfränkischen Landkreis Bad Kissingen. Sie gehört zu den Baudenkmälern von Münnerstadt und ist unter der Nummer D-6-72-135-188 in der Bayerischen Denkmalliste registriert.

## Geschichte
Die gemeinsame Pfarrkirche St. Michael für die Dörfer Burghausen und Reichenbach, die sich auf dem 401 m hohen Michelsberg befand, wurde im Jahr 1806 durch Blitzschlag zerstört. Den ummauerten Friedhof auf dem Berg nutzten die beiden Dörfer zunächst weiter. 1830 wurden dann in Burghausen und Reichenbach eigene Friedhöfe angelegt. Im Jahr 1860 erfolgte der Neubau der Kirche St. Michael in Reichenbach im neugotischen Stil.

## Beschreibung und Ausstattung
Der Kirchturm steht nördlich in der Mittelachse des Langhauses. An der Ostseite des Kirchturms ist eine Mariengrotte errichtet. Der Drei-Achtel-Chor befindet sich im Süden. Die Sakristei ist an der Westseite des Chores angebaut. Das Langhaus hat drei Fensterachsen, der Chor drei Fenster. Die seitlichen Fenster des Langhauses und die Fenster des Chores sind geometrisch verschieden gestaltet, enthalten jedoch alle rote Farbelemente. Regelrechte Altäre enthält die Kirche nicht. Im Chor steht eine moderne Tabernakelsäule. Links vom spitzen Chorbogen ist eine Figur des heiligen Michael angebracht, rechts davon eine vergoldete Figur der heiligen Maria. In der Mitte der östlichen Langhausmauer ist eine Figur des heiligen Josef mit Jesuskind auf dem Arm und zwei Lilien zu sehen, gegenüber eine Figur von Jesus. Die einmanualige Orgel auf der nördlichen Empore (10 Register) wurde 1860 von Kaspar Schlimbach aus Bad Königshofen erbaut und 1994 von Michael Stumpf aus Bad Kissingen renoviert.